# Carlos Bacca
Carlos Arturo Bacca (Puerto Colombia, Atlántico, 8 de septiembre de 1986) es un futbolista colombiano, juega en la posición de delantero y su equipo actual es el Junior de Barranquilla de la Categoría Primera A de Colombia. Fue internacional con la Selección Colombia
El 27 de mayo de 2015 convierte un doblete en la final de la Liga Europa de la UEFA 2014-15, con el que finalmente le da el cuarto título de su historia al Sevilla en la competición siendo la figura del partido, entre otras, son algunas distinciones de Bacca en el fútbol europeo.

## Trayectoria
Carlos Bacca inició su carrera como futbolista en la Primera C de la Universidad Autónoma del Caribe, pero la no participación del club en la temporada 2005 hizo que su carrera estuviera en riesgo. En el barranquilla F.C logró compartir vestuario con Reinaldo Berrio, Teofilo Gutierrez y Camilo Reyes, quien era el arquero titular en el torneo de la B.
Sin embargo, gracias al técnico Fernel Díaz se dio su llegada a las divisiones menores del Junior de Barranquilla, y luego de ser goleador en el torneo de la Liga de fútbol del Atlántico con 48 goles, le permitió que en el año 2006 el técnico David Pinillos le diera la oportunidad de jugar en el Barranquilla F. C.
En ese equipo profesional de la Segunda División del fútbol colombiano fue el goleador en el semestre de su debut con 12 anotaciones en el Torneo 2007-I a pesar de no clasificar a las finales.
Debido a eso, estuvo por ser promovido al equipo principal en el Junior, pero no sería tenido en cuenta por el cuerpo técnico, por lo que decidió entrar al mercado del fútbol venezolano en el segundo semestre de 2007. Allí fue fichado por el Minervén también a préstamo, en ese entonces equipo de la Segunda División de Venezuela, donde se convirtió en uno de los goleadores de la Segunda División Venezolana 2007-08 con 12 goles.
El Minervén ascendió a la Primera División de Venezuela para jugar el torneo del 2008-09, pero Bacca no se quedó para disfrutar el ascenso que su equipo había logrado, ya que decide devolverse a Colombia.

### Barranquilla F. C.
En Colombia fue nuevamente prestado al Barranquilla F. C. con los objetivos de mantener nivel competitivo, y de buscar el ascenso a la Primera División. En este equipo logró adjudicarse el trofeo de máximo goleador con un total de 14 goles, 13 de ellos en la fase de todos contra todos, y uno en los cuadrangulares del Torneo 2008-II, logrando ser levado en cuenta por el cuerpo técnico del Junior, equipo del cual es hincha, para jugar el Torneo Apertura 2009 en donde debuta con dos goles ante el Deportivo Pasto.

### Junior de Barranquilla
Debutó el 1 de marzo de 2009 por Torneo Apertura en un partido contra el Deportivo Pasto ingresando en el minuto 25 del segundo tiempo y anotando los 2 goles del triunfo en ese partido. En la Copa Colombia 2009 se convirtió en el goleador con 11 anotaciones. Ese mismo año logró el subcampeonato con el Junior.
En el Torneo Apertura 2010 logró marcar 12 dianas que sirvieron para consagrarlo como el goleador del campeonato junto a Carlos Rentería, logrando así el título para el Junior. Cabe destacar sus 2 goles marcados en el partido de vuelta de la final.
Durante la temporada 2011 del fútbol colombiano Bacca despertó el interés de equipos como Boca Juniors de Argentina al igual que del equipo Racing (donde militaban su compatriota y excompañero de equipo Teófilo Gutiérrez y su otro compatriota Giovanni Moreno). Durante la ya mencionada temporada 2011 tuvo la posibilidad de jugar en el fútbol ruso, pero dicha negociación con el Lokomotiv Moscú se frustró debido a que el Junior atravesaba las finales de la Copa Colombia 2011 y los octavos de final de la Copa Libertadores 2011. Cabe resaltar que para esa época sucedió el traspaso de Fernando Uribe al Chievo Verona, el cual iba a ser para Bacca, pero al no llegar a un acuerdo, Uribe fue la opción para el traspaso.
En el partido de ida de la final del Torneo Finalización 2011, Bacca convierte 2 goles y pasa de los 100 goles en su carrera (12 en el Minervén, 14 en el Barranquilla F. C., 11 en la selección de Colombia hasta ese momento, y los 74 goles que llevaba con el Junior hasta la fecha). En el partido de vuelta de la final Bacca marcó un gol y se consolidó como el máximo goleador del torneo y llegó a 102 goles en su carrera. Bacca marcó en el Junior un total de 74 goles relacionados así: Copa Colombia 2009: 11 goles, Apertura 2009: 3 goles, Finalización 2009: 9 goles, Apertura 2010: 12 goles, Finalización 2010: 6 goles, Copa Colombia 2011: 8 goles, Copa Libertadores 2011: 4 goles, Apertura 2011: 8 goles, Finalización 2011: 12 goles; logrando en tan solo tres años escalar al 5° puesto de goleadores históricos del club.

### Club Brujas

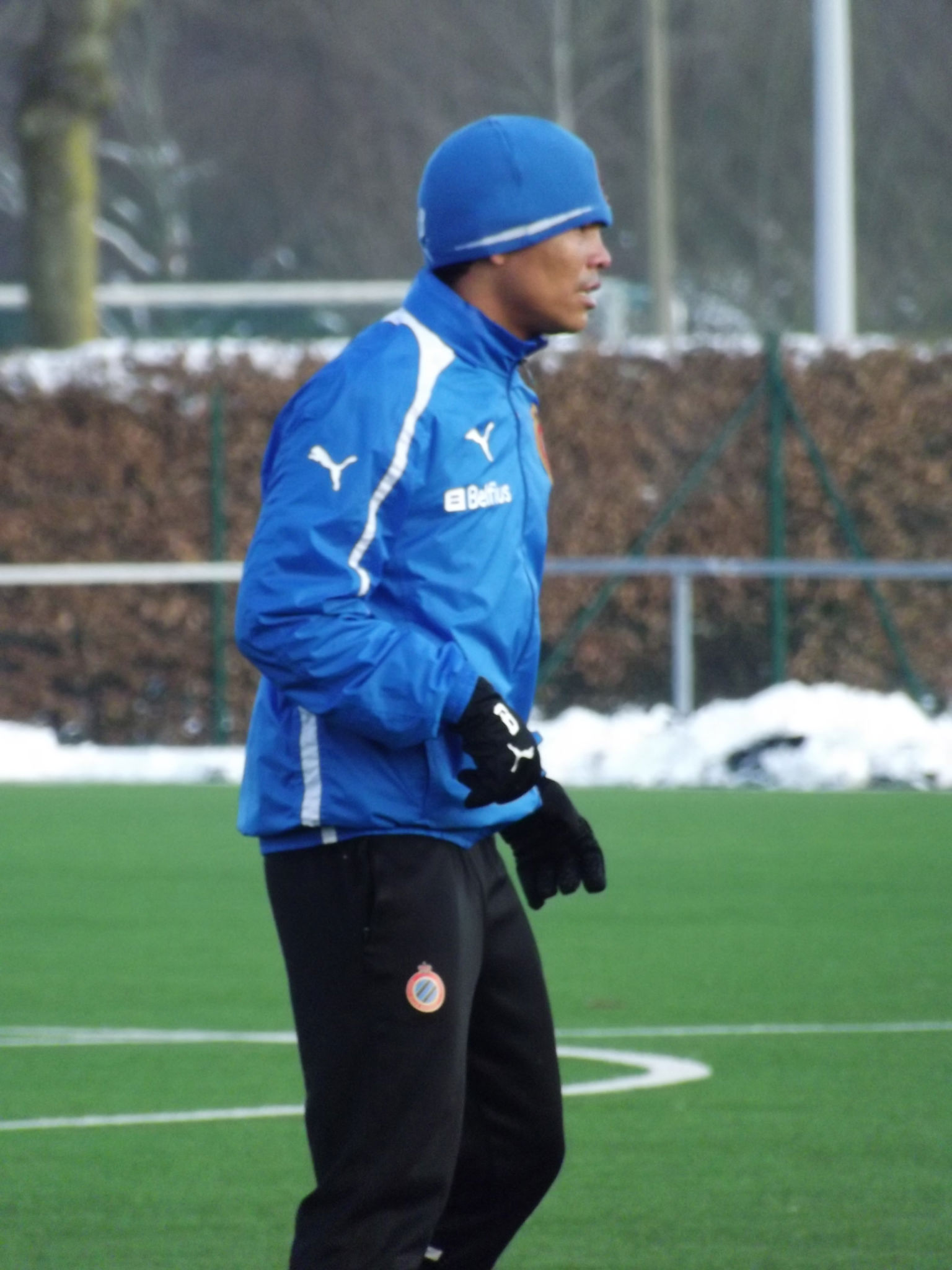
Carlos Bacca durante un entrenamiento con el Club Brujas.

Luego de obtener tan buenos resultados con el Junior se confirmó su traspaso al Club Brujas de la Primera División de Bélgica, por un monto que no fue revelado por decisión de su representante. El anhelado debut en Europa se da el 21 de enero de 2012, una semana después de ser transferido al club belga, substituyendo a Lior Rafaelov en el minuto 68, pero ese día no pudo evitar que su equipo cayera 1 a 0 contra el RKV Malinas. En su quinto partido con el club belga, anota su primer gol; fue en la cuarta fecha de los playoffs de la Liga belga, en la victoria 1 a 0 frente al K. A. A. Gante. Un par de fechas después, anota un doblete en la victoria 2 a 1 de su equipo frente al Genk, logrando su tercer gol de la temporada en Bélgica, y consolidando al club belga con el subcampeonato y de su cupo a la UEFA Champions League 2012/2013.
Durante la pretemporada 2012/13 del Brujas, anota un triplete frente al HSV Hoek, en la victoria 7 a 4 del Brujas. De esta manera pasó a ser el goleador del Brujas en la pretemporada con 5 goles.
Ya en la Liga Belga, por la cuarta fecha anota su primer gol en la temporada 2012/13. Por una de las fases de clasificación de la Europa League tras la eliminación del Brujas en el repechaje para jugar la Liga de Campeones, anota su primer gol por el certamen continental y siendo este su segundo gol en la temporada y el quinto que hace con el Club Belga. Una semana después, anota el tercer gol del Brujas en la victoria 1 a 3 sobre el Mons. Tras su buen arranque de temporada, el Diario Marca de España lo relaciona con el Espanyol de Barcelona.
Unos días después de esta noticia, anota en la segunda fecha de la fase de grupos de la Liga Europa en la victoria 2 a 0 del Brujas sobre el Marítimo de Portugal, siendo su 3° gol del torneo (Incluyendo los 2 goles en la Fase Previa). El 23 de octubre de 2012 es elegido como el mejor jugador de la Liga Belga en el mes de septiembre.
Al finalizar la temporada fue goleador de la Jupiler League 2012/13 con 25 goles y fue galardonado como el mejor jugador de la temporada 2012/13 de la Primera División de Bélgica.

### Sevilla F. C.

#### Temporada 2013-14
Después de finalizada la temporada belga y estando en pretemporada para afrontar la Liga 2013-14 el 9 de julio de 2013 el Club Brujas confirma su traspaso al Sevilla Fútbol Club de la Primera División de España luego de ser el mejor jugador de la Liga Belga con 25 goles en 35 partidos. El precio del traspaso fue de 7 millones de euros y se firmó por 5 temporadas.
Marcó su primer gol con el conjunto español ante el Barcelona de Ecuador en la Copa Euroamericana de pretemporada tras un pase de Jairo Samperio.
Su primer gol oficial se dio en el partido de ida de la tercera ronda de la UEFA Europa League 2013/14 al Mladost Podgorica de Montenegro. En la fecha 11 de la Liga Española 2013/14 anota un gol frente al Real Madrid en el Santiago Bernabéu en la derrota 7 a 3 del Sevilla poniendo el 3 a 2 parcial del encuentro.
En la jornada 14 de La Liga, abre el marcador en el minuto 2, en el partido que enfrentaba a su actual equipo contra el eterno rival Real Betis (que se encontraba último en la clasificación), en el derbi sevillano.
El 26 de marzo convierte los dos goles con los que el Sevilla venció 2 a 1 al Real Madrid por la fecha 30 de la Liga Española siendo condecorado como el "Jugador del Partido" y siendo aplaudido por todo el Estadio Ramón Sánchez-Pizjuán.
Carlos Bacca se convirtió en el sexto futbolista colombiano que ha ganado la hoy llamada Europa League, antes Copa de la UEFA, luego de que en los penales (con una anotación del colombiano), tras los 90 minutos del tiempo reglamentario y los 30 del tiempo extra, el Sevilla venciera a Benfica en el Juventus Stadium de Turín.
Bacca terminaría la temporada en el Sevilla con un rendimiento extraordinario, con 21 goles en la temporada repartidos en 14 en Liga y 7 en Europa League.
Bacca, sin duda, fue uno de los protagonistas del Sevilla en la consecución del título continental, pues sus 7 goles fueron fundamentales en la temporada del equipo español. Además, también tuvo una excelente participación en la Liga española, tanto así que fue elegido por la prensa como el "Mejor Fichaje en España en la temporada 2013-14".
Carlos Bacca, delantero de Sevilla y de la Selección de Colombia fue elegido como uno de los jugadores del equipo ideal de la Liga de España, luego de una gran temporada en su equipo con el que anotó 14 goles en el torneo.

#### Temporada 2014-15
Su primer gol de la temporada 2014/15 fue al Espanyol por la segunda fecha de la Primera División de España 2014-15, a la siguiente jornada marcó un tanto de penal en la victoria de su equipo 2 a 0 ante el Getafe. Llegando a la cuarta fecha le marca un doblete al recién ascendido Córdoba en el triunfo sevillista por 1-3 y por el momento supera en la tabla de goleadores de la Liga al argentino Lionel Messi.
El 30 de septiembre renovó su contrato con el Sevilla hasta junio de 2018 con una cláusula de rescisión de 30 millones de euros. Regresó al gol en la Liga en la fecha 7, en la victoria del club 4-1 sobre el Deportivo de La Coruña con un tanto y una asistencia.
En el mismo juego falló un penal al minuto 69. Siguió su cita con el gol contra el Elche.
El 27 de octubre de 2014 recibe el Premio Jugador Americano de la Liga BBVA 2013/14, superando a Ángel Di María y Neymar.
Cerró el 2014 con el Sevilla con 20 goles en 35 partidos. Marcó su primer gol del año 2015 el 18 de enero por la Jornada 19 al Málaga de la Liga Española 2014/15. En mayo, lleva 20 goles anotados por lo que está en el quinto puesto de los goleadores, solo por detrás de Lionel Messi, Cristiano Ronaldo, Antoine Griezmann y Neymar. El 2 de mayo le marca un gol al Real Madrid en la derrota de su equipo 2-3 por la Jornada 35 de la Liga Española 2014/15. Anotando su gol #25 en la temporada y #20 en Liga de España con el club andaluz. El 14 de mayo le marcaría el primer gol de la victoria 0-2 sobre Fiorentina por las semifinales de la UEFA Europa League donde ganarían en el global por 0-5 completando su quinto gol en la competición europea y llegando a su segunda final continental consecutiva.
El 27 de mayo de 2015 convierte un doblete en la final de la Liga Europa de la UEFA 2014-15, con el que finalmente le da el tetracampeonato al Sevilla en la Liga Europa de la UEFA siendo la figura del partido.
 Terminó la temporada 2014-15 con 28 goles en 56 partidos disputados con el club andaluz. Anotó 20 goles en Liga, 7 en Europa League y uno por Copa. Por el momento es su mejor temporada a nivel individual superando los 21 goles de la Temporada 2013-14.
Igualó su marca personal de goles en una temporada en Europa con el Brujas, con el equipo belga había marcado 28 goles en la temporada 2012-13. Cerró el 2015 con el Sevilla con 17 goles en 33 partidos disputados.

### A. C. Milan

#### Temporada 2015-16
El jugador colombiano firmó por 5 temporadas por los rossoneri el Associazione Calcio Milan en julio de 2015 por una cifra de 30 millones de euros, tras ser eliminados en la Copa América 2015 en cuartos de final por Argentina, diciendo estas palabras en una rueda de prensa que concedió en un aeropuerto de Colombia: “Estoy muy contento por dar el paso a un gran equipo, de los mejores del mundo, aunque sabemos que en la actualidad las cosas no están muy bien, pero hay un proyecto grande y motivador. Estoy con muchas ganas de que llegue el día para ponerme esa camiseta y dar lo mejor. Salí del Sevilla dejando huella, haciendo historia. Es una decisión que me ha costado muchísimo, pero hay un proyecto, una ilusión muy buena que es que el Milán pueda estar en los puestos donde merece y poder aportar mi granito de arena. Es otro reto más en mi vida”.
El futbolista colombiano escogió el dorsal 70 el cual es su número favorito y el que más le da suerte, según el propio delantero. También utilizó el 70 en el Junior y en el Brujas, aunque en el Sevilla utilizó el 9, ya que en los equipos de la Liga Española sólo se pueden utilizar los números del 1 al 25 los jugadores del primer equipo
Debutó el 17 de agosto en un encuentro de la International Champions Cup contra el Inter de Milán, luego marcaría su primer gol con el Milán por la tercera ronda de la Copa Italia como titular en la victoria 2 a 0 clasificando a la cuarta ronda. Su primer gol oficial fue el 29 de agosto por la segunda fecha de la Serie A en la victoria 2 a 1 sobre el Empoli.
Llegaría su primer doblete con el conjunto "rossoneri" frente al Palermo partido que terminaría 3-2 a favor del conjunto milanes. Cerró el 2015 con AC Milan con 8 goles en 18 partidos.
El 16 de octubre de 2015 en una entrevista para Milan Channel, Carlo Ancelotti, entrenador del Milan desde 2001 hasta 2009 y exjugador del mismo club entre 1987 y 1992, resalto cosas del jugador colombiano:

"Es difícil hablar de mis ex equipos que no funcionaron. En este momento el equipo tiene un problema que necesita solución: Milan debe encontrar su identidad. Tiene jugadores muy importantes, como Carlos Bacca, un gran delantero que lo hizo muy bien en España. Luiz Adriano también está, al igual que otros jóvenes como Romagnoli y Bertolacci. Habrá que esperar un tiempo antes de juzgar. El tiempo es el único que pone las cosas correctas. Por lo que hizo en el Sevilla, interesó a muchos equipos, entre ellos al Real Madrid. Es un delantero muy peligroso que me gusta mucho. Se parece al Filippo Inzaghi. Es muy bueno atacando con movimientos profundos por detrás de las defensas rivales. Me encanta".

Luego de Marcar 11 goles, 9 en la Serie A y 2 en la Copa Italia, el técnico del equipo "Rossoneri", dijo las siguientes palabras:

"Bacca es un jugador importante, es un francotirador que es crucial para nosotros". Siniša Mihajlović, director técnico del AC Milan.

Terminó la temporada 2015/16 con 20 goles y 4 asistencias en 43 partidos. Fue subcampeón de la Copa Italia 2015-16 perdiendo la final con la Juventus por un marcador de 1-0. En el campeonato local fueron séptimos con 57 unidades y no lograron clasificar a competiciones europeas para la próxima temporada.

#### Temporada 2016-17
Empezaría la temporada el 21 de agosto por la primera fecha del calcio donde haría su primer hat-trick como profesional en la victoria 3 a 2 frente a Torino.
El 16 de septiembre le daría la victoria a su club como visitantes por la mínima sobre la Sampdoria entrando a los 64 minutos de juego.

El 23 de diciembre se coronaria campeón de la Supercopa de Italia después de vencer a la Juventus con marcador de 1-1 en los 120 minutos y en penaltis 4-3, El cual se disputó en Doha (Catar) empezando de titular y jugando 102 minutos después de ser reemplazado por Gianluca Lapadula.
El año 2017 lo iniciaría con gol dándole la victoria a su equipo 1-0 sobre Cagliari al minuto 88. El 26 de febrero marca el gol de la victoria como visitantes de tiro penal sobre el Sassuolo. Vuelve a marcar doblete el 4 de marzo en la victoria 3 a 1 sobre el Chievo Verona saliendo como figura del partido a pesar de fallar un penalti.

### Villarreal C. F.

#### Temporada 2017-18
El 16 de agosto es presentado como nuevo jugador del Villarreal Club de Fútbol de la Liga Santander de España cedido por un año con opción de compra. Debuta el 21 de agosto en la derrota 1-0 en su visita al Levante jugando 79 minutos. Su primer gol lo marca el 10 de septiembre en la victoria 3 a 1 sobre el Real Betis, el 28 de octubre marca el gol del empate a un gol en su visita al Atlético Madrid, El 23 de diciembre marca el gol de la victoria por la mínima como visitantes en el derby frente al Valencia CF siendo su último gol del año. Su primer gol del 2018 lo hace el 27 de enero en la victoria 4 por 2 sobre la Real Sociedad, el 11 de marzo marca en el 0-2 contra Las Palmas, el 14 de abril hace efectiva la ley del ex contra el Sevilla FC en el empate a dos goles, el 17 de abril marca en la victria 2 por 1 sobre CD Leganés. Su primer triplete en España lo hace el 28 de abril por la última fecha del campeonato español en la goleada 4 por 1 sobre el Celta de Vigo saliendo como la gran figura del partido.

#### Temporada 2018-19
El 17 de agosto de 2018 se confirma su llegada para la nueva temporada por parte del AC Milan de forma definitiva firmando por cuatro temporadas, en el traspaso hizo parte el jugador Samu Castillejo. Debuta el 18 de agosto en la derrota 1-2 frente a la Real Sociedad ingresando en el segundo tiempo. Su primer gol de le temporada lo hace el 16 de septiembre dándole la victoria por la mínima a su club como visitantes sobre CD Leganés, así mismo llegando a 50 goles en la Primera División de España siendo el segundo colombiano en hacerlo. Su primer doblete lo hace el 5 de diciembre en la goleada 8 por 0 sobre el UD Almería por la Copa del Rey además de dar una asistencia,  a los tres días vuelve y marca doblete ingresando desde el banco y descontando los goles en la caída 2-3 contra el Celta de Vigo.

#### Temporada 2019-20
La temporada 2019-20 es la tercera de Carlos Bacca en el Villarreal. Aunque inicia la Liga desde el banquillo, juega como titular en la cuarta jornada acompañando en la delantera al goleador del equipo Gerard Moreno. El 18 de diciembre marca sus primeros tres goles de la temporada en la goleada 5 por 0 como visitantes ante Comillas CF por la Copa del Rey siendo su segundo hat-trick con el club amarillo. El 25 de enero de 2020 marca su primer gol en Liga de la temporada abriendo el marcador para el 2-1 final como visitantes ante el Deportivo Alavés. El 16 de junio le da la victoria a su club por la mínima en la victoria contra el RCD Mallorca.

#### Temporada 2020-21
El 22 de octubre de 2020 marca su primer gol de la temporada en la primera fecha de la fase de grupos de la Europa League en la goleada 5 por 0 sobre Sivasspor, además erraría un penal. El 5 de noviembre marca su primer doblete de la temporada además de dar una asistencia en la goleada 3 por 0 sobre Maccabi Tel Aviv por la Liga Europa de la UEFA, ese día completaría 151 goles en Europa siendo el segundo jugador colombiano en lograrlo. El 16 de marzo de 2021 marca un nuevo hat trick en la goleada 4 por 0 frente a su ex equipo el Sevilla FC siendo la gran figura del partido. El 26 de mayo de 2021 sale por tercera vez campeón en la UEFA Europa League derrotando en la final al Manchester United por penales, Carlos empezaría como titular y saldría en el segundo tiempo.

### Granada C. F.
El 13 de julio de 2021 se hizo oficial su fichaje por el Granada C. F.. Sin embargo el fichaje no fue lo esperado y Bacca solo jugó 12 partidos en el club.

### Regreso a Junior
El 13 de julio de 2022, regresó al Junior de Barranquilla, tras 11 años en Europa. Debutó el 23 de julio ante Santa Fe, en la victoria 2-0. El 31 de ese mismo mes, marcó su primer gol desde su regreso al club ante Águilas Doradas, en un partido que terminó 1-1.
El 25 de octubre de 2023 alcanzó la cifra de 200 partidos con el equipo tiburón en partido válido por la fecha 19 del Torneo Finalización en la victoria 2-0 ante el Deportivo Pereira. En dicho partido, además, igualó a Teófilo Gutiérrez como segundo máximo goleador en la historia de la institución barranquillera al alcanzar los 94 goles con el club tiburón.  El 6 de diciembre de 2023, por la última fecha de los cuadrangulares semifinales, anota un doblete en la victoria 4-2 sobre el Deportes Tolima alcanzando los 101 goles con Junior, siendo el segundo jugador en la historia del club en superar la marca de los 100 goles.Cuatro días después, en la primera final, marcó otro doblete en el triunfo 3-2 sobre el Independiente Medellín.Posteriormente Carlos se consagró campeón del Torneo Finalización 2023. Además con 18 goles anotados fue goleador del torneo.
El 18 de febrero de 2025 alcanzó la cifra de 800 partidos profesionales en su carrera en la victoria ante el Boyacá Chicó en el partido válido por la fecha 5 del Torneo Apertura en la victoria 2-0 como visitante ante el equipo boyacense. El 24 de febrero de 2025, en el partido válido por la fecha 6 del mismo Torneo Apertura, anota su gol 100 en la Categoría Primera A con el Junior en la derrota 1-2 del club tiburón frente al Envigado F. C.

## Selección nacional

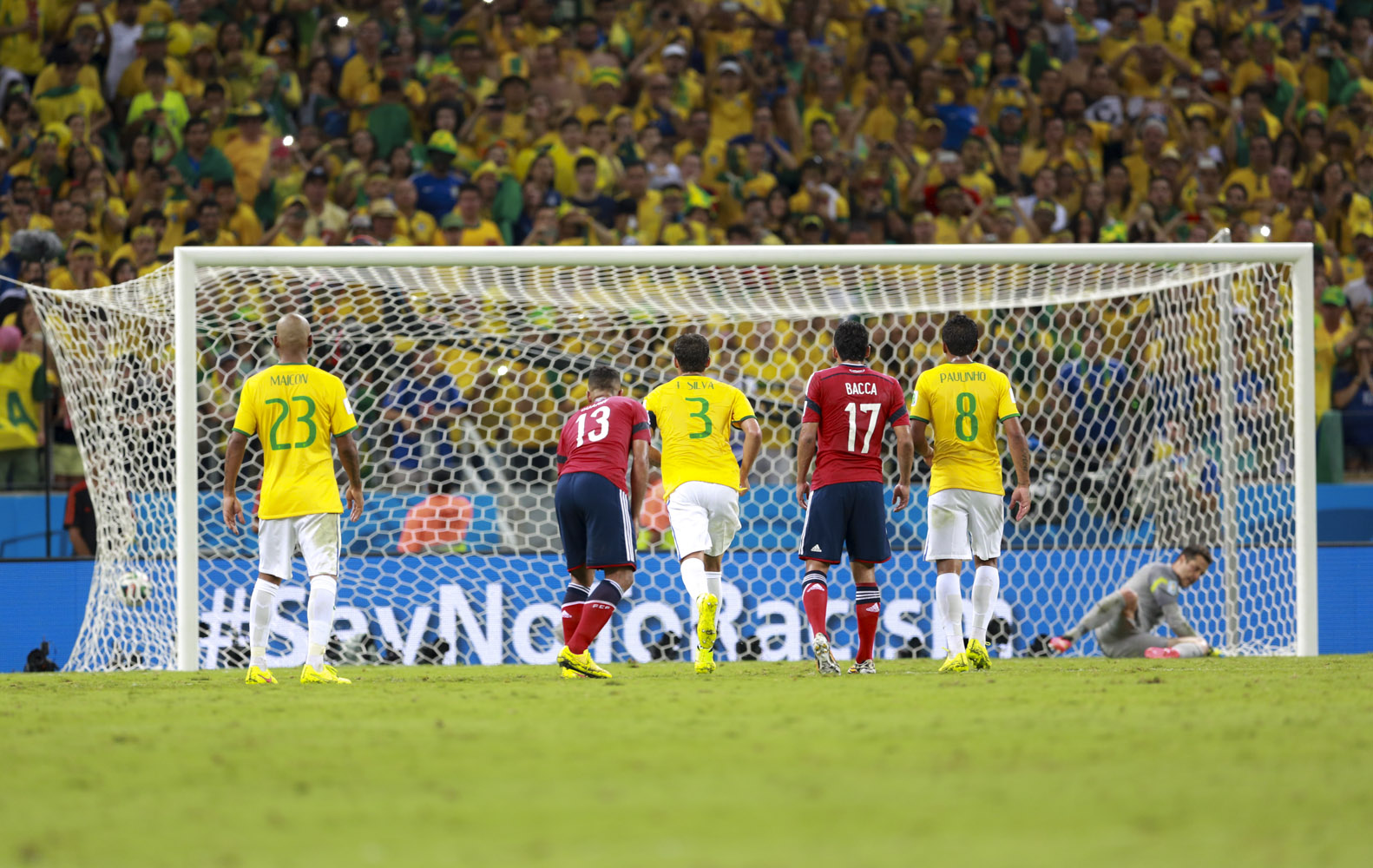
Bacca en el partido por cuartos de final de Brasil 2014 cuando James ejecutó el penal para Colombia.

Es convocado por primera vez por Hernan Darío Gómez a la selección de Colombia el 5 de agosto de 2010 para jugar un amistoso contra la selección de Bolivia el 11 de agosto en La Paz, en donde finalmente sale en la alineación titular y debuta con un gol de cabeza.
El 4 de octubre de 2012 se confirma que Bacca vuelve a ser convocado a la selección, esta vez de la mano del colombo-argentino José Néstor Pékerman como técnico, junto a Juan Fernando Quintero fueron la sorpresa de esta nueva convocatoria. Por fortuna para el jugador y la selección vuelve a marcar gol en el partido amistoso disputado el 16 de octubre con el combinado de Camerún. El 31 de mayo de 2014, en amistoso previo al mundial, el jugador marcó su tercer gol con la selección colombiana luego de salir titular, esta vez contra la Selección de Senegal luego de una gran jugada de su compañero Víctor Ibarbo.
El 13 de mayo de 2014 fue incluido por el entrenador José Pekerman en la lista preliminar de 30 jugadores con miras a la Copa Mundial de Fútbol de 2014. Finalmente, fue seleccionado en la nómina definitiva de 23 jugadores el 2 de junio.
El 10 de octubre marco su primer doblete con la selección de su país en la victoria 3-0 sobr [[Selección de fútbol de  [El Salvador|[El Salvador]], llegando a 5 goles en 14 partidos con la camiseta de Colombia hasta el momento y logrando la dupleta más rápida de un jugador colombiano con su selección desde 2002.
Cerró el año 2014 con su selección con 4 goles en 7 partidos. Marcó su primer gol del 2015 el 27 de marzo en la victoria de Colombia 0-6 ante Baréin además de poner una asistencia a Radamel Falcao.

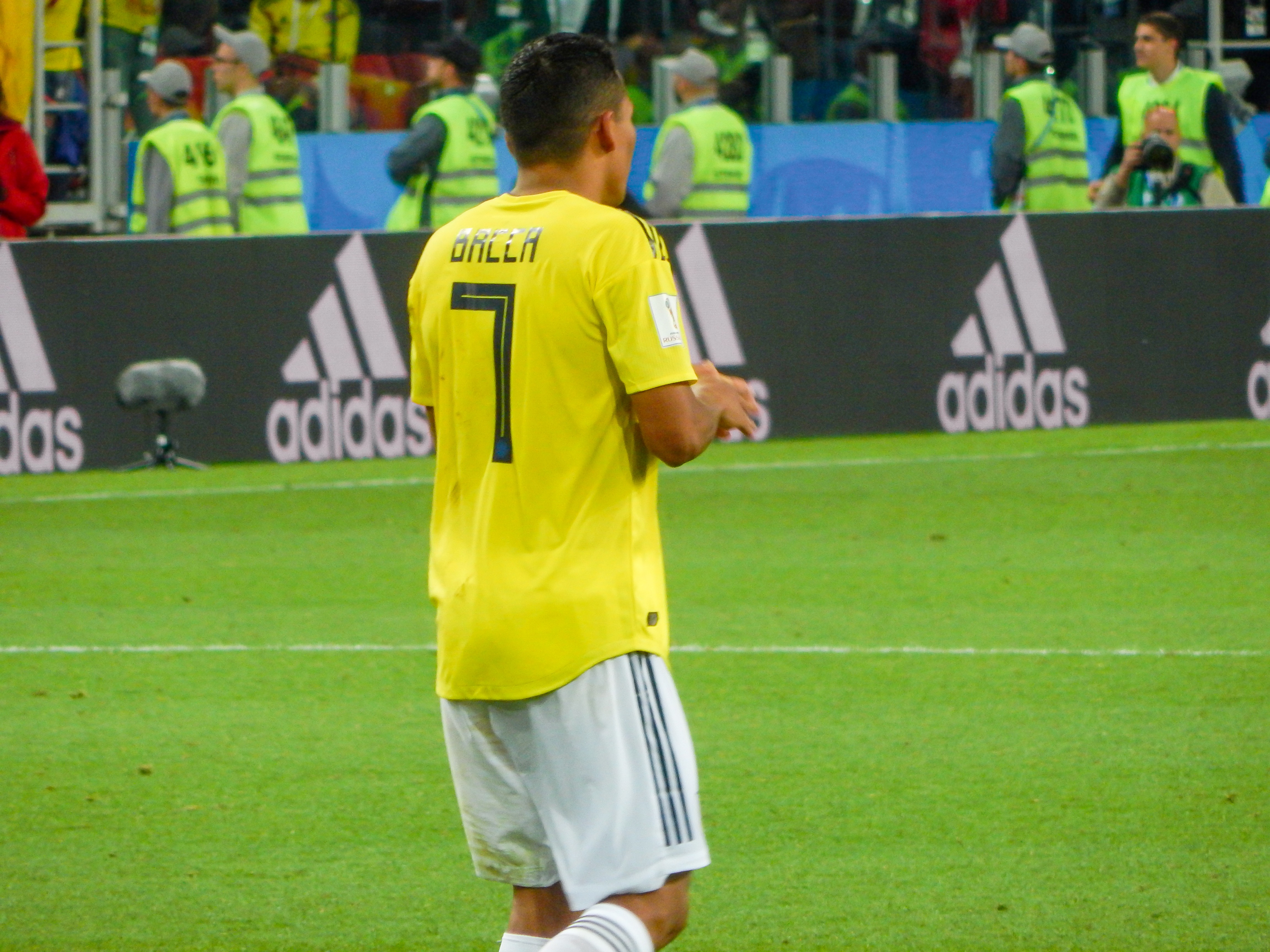
Bacca al errar el penal Rusia 2018.

El 11 de mayo del 2015 fue seleccionado por José Pekerman en los 30 pre-convocados para disputar la Copa América 2015.
Fue seleccionado en la nómina definitiva de 23 jugadores el 30 de mayo. El 14 de junio debutó en la Copa América 2015 siendo titular compartiendo la dupla de ataque junto a Radamel Falcao, el porteño debutó en la competición jugando 71 minutos en la derrota 0-1 de Colombia ante su similar de Venezuela. Para el segundo partido contra Brasil entra por Teófilo Gutiérrez faltando 20 minutos para el final donde la tricolor ganó 1-0 pero al final del juego sería expulsado por dos fechas tras un empujón a Neymar que formó una gresca.

Carlos Bacca llegó a los 200 goles como profesional el 8 de septiembre del 2015 tras marcarle un gol el día de sus cumpleaños en amistoso contra Perú cerrando el 2015 con 2 goles en 10 partidos. El 24 de marzo del 2016 anotó su primer gol en juegos oficiales ante Bolivia por la Eliminatorias Rusia 2018, el porteño hizo el 2-0 parcial en el triunfo por 3-2 como visitantes ante su similar de Bolivia.
El delantero marcó su primer doblete en juegos oficiales ante Ecuador por las Eliminatorias Rusia 2018, hizo el primero y cerró la cuenta en la victoria de 3-1.
Finalizó su participación en la Copa América Centenario 2016 con 2 goles en 5 partidos, le marcó a Paraguay y Estados Unidos. Su selección ocupó el tercer puesto en el certamen.
El 14 de mayo de 2018 fue incluido por el entrenador José Pekerman en la lista preliminar de 35 jugadores para disputar la Copa Mundial de Fútbol de 2018. Finalmente sería seleccionado en la lista de 23 jugadores, jugaría tres partidos siendo el primer cambio de Radamel Falcao, al final caen eliminados en octavos de final por penales contra Inglaterra donde Bacca falla el penal definitivo para la eliminación de Colombia.

### Participaciones enEliminatorias al Mundial
| Eliminatoria                         | Sede del mundial       | Posición               | Resultado   | PJ | GA | Asis |
| ------------------------------------ | ---------------------- | ---------------------- | ----------- | -- | -- | ---- |
| Eliminatorias Mundial de Brasil 2014 | Brasil                 | 2.° lugar              | Clasificado | 3  | 0  | 0    |
| Eliminatorias Mundial de Rusia 2018  | Rusia                  | 4.° lugar              | Clasificado | 13 | 3  | 3    |
| Total en Eliminatorias               | Total en Eliminatorias | Total en Eliminatorias | 2/2         | 16 | 3  | 3    |

### Participaciones enCopas del Mundo
| Mundial                  | Sede                     | Resultado                | PJ | GA | Asis |
| ------------------------ | ------------------------ | ------------------------ | -- | -- | ---- |
| Mundial de Brasil 2014   | Brasil                   | Cuartos de final         | 1  | 0  | 0    |
| Mundial de Rusia 2018    | Rusia                    | Octavos de final         | 3  | 0  | 0    |
| Total en Copas del Mundo | Total en Copas del Mundo | Total en Copas del Mundo | 4  | 0  | 0    |

### Participaciones enCopas América
| Torneo                  | Sede                   | Resultado              | PJ | GA | Asis |
| ----------------------- | ---------------------- | ---------------------- | -- | -- | ---- |
| Copa América 2015       | Chile                  | Cuartos de final       | 2  | 0  | 0    |
| Copa América Centenario | Estados Unidos         | Tercer lugar           | 5  | 2  | 0    |
| Total en Copas América  | Total en Copas América | Total en Copas América | 7  | 2  | 0    |

### Goles internacionales
| #  | Fecha                   | Lugar                                         | Rival          | Gol   | Resultado | Competición              |
| -- | ----------------------- | --------------------------------------------- | -------------- | ----- | --------- | ------------------------ |
| 1  | 11 de agosto de 2010    | Hernando Siles, La Paz, Bolivia               | Bolivia        | 0 - 1 | 1 - 1     | Amistoso                 |
| 2  | 16 de octubre de 2012   | Estadio Metropolitano, Barranquilla, Colombia | Camerún        | 2 - 0 | 3 - 0     | Amistoso                 |
| 3  | 31 de mayo de 2014      | Nuevo Gasómetro, Bs.As., Argentina            | Senegal        | 2 - 0 | 2 - 2     | Amistoso                 |
| 4  | 10 de octubre de 2014   | MetLife Stadium, Nueva Jersey, EEUU           | El Salvador    | 2 - 0 | 3 - 0     | Amistoso                 |
| 5  | 10 de octubre de 2014   | MetLife Stadium, Nueva Jersey, EEUU           | El Salvador    | 3 - 0 | 3 - 0     | Amistoso                 |
| 6  | 14 de noviembre de 2014 | Craven Cottage, Londres, Inglaterra           | Estados Unidos | 1 - 1 | 1 - 2     | Amistoso                 |
| 7  | 26 de marzo de 2015     | Estadio Nacional, Riffa, Baréin               | Baréin         | 1 - 0 | 6 - 0     | Amistoso                 |
| 8  | 8 de septiembre de 2015 | Red Bull Arena, Nueva Jersey, EEUU            | Perú           | 1 - 0 | 1 - 1     | Amistoso                 |
| 9  | 24 de marzo de 2016     | Hernando Siles, La Paz, Bolivia               | Bolivia        | 0 - 2 | 2 - 3     | Eliminatorias Rusia 2018 |
| 10 | 29 de marzo de 2016     | Estadio Metropolitano, Barranquilla, Colombia | Ecuador        | 1 - 0 | 3 - 1     | Eliminatorias Rusia 2018 |
| 11 | 29 de marzo de 2016     | Estadio Metropolitano, Barranquilla, Colombia | Ecuador        | 3 - 0 | 3 - 1     | Eliminatorias Rusia 2018 |
| 12 | 7 de junio de 2016      | Rose Bowl, Los Ángeles, EEUU                  | Paraguay       | 1 - 0 | 2 - 1     | Copa América 2016        |
| 13 | 25 de junio de 2016     | Universidad de Phoenix, Glendale, EEUU        | Estados Unidos | 0 - 1 | 0 - 1     | Copa América 2016        |
| 14 | 14 de noviembre de 2017 | Olympic Sports Center, Chongqing, China       | China          | 0 - 2 | 0 - 4     | Amistoso                 |
| 15 | 11 de octubre de 2018   | Raymond James Stadium, Tampa, EEUU            | Estados Unidos | 2 - 2 | 2 - 4     | Amistoso                 |
| 16 | 16 de octubre de 2018   | Red Bull Arena, New Jersey, EEUU              | Costa Rica     | 0 - 1 | 1 - 3     | Amistoso                 |

## Estadísticas

### Clubes
Actualizado a 4 de junio de 2025.
| Club | Div.          | Temporada     | Liga  | Liga  | Liga   | Copas nacionales(1) | Copas nacionales(1) | Copas nacionales(1) | Copas internacionales(2) | Copas internacionales(2) | Copas internacionales(2) | Total | Total | Total  | Media goleadora(3) |
| Club | Div.          | Temporada     | Part. | Goles | Asist. | Part.               | Goles               | Asist.              | Part.                    | Goles                    | Asist.                   | Part. | Goles | Asist. | Media goleadora(3) |
| --- | ------------- | ------------- | ----- | ----- | ------ | ------------------- | ------------------- | ------------------- | ------------------------ | ------------------------ | ------------------------ | ----- | ----- | ------ | ------------------ |
| Barranquilla F. C. · Colombia | 2.ª           | 2007          | 27    | 12    | 0      | –                   | –                   | –                   | –                        | –                        | –                        | 27    | 12    | 0      | 0.44               |
| Barranquilla F. C. · Colombia | 2.ª           | 2008          | 19    | 14    | 0      | –                   | –                   | –                   | –                        | –                        | –                        | 19    | 14    | 0      | 0.74               |
| Barranquilla F. C. · Colombia | Total club    | Total club    | 46    | 26    | 0      | 0                   | 0                   | 0                   | 0                        | 0                        | 0                        | 46    | 26    | 0      | 0.57               |
| Minervén S. C. · Venezuela | 2.ª           | 2007-08       | 29    | 13    | 0      | –                   | –                   | –                   | –                        | –                        | –                        | 29    | 13    | 0      | 0.45               |
| Minervén S. C. · Venezuela | Total club    | Total club    | 29    | 13    | 0      | 0                   | 0                   | 0                   | 0                        | 0                        | 0                        | 29    | 13    | 0      | 0.45               |
| Junior · Colombia | 1.ª           | 2009          | 29    | 12    | 4      | 12                  | 11                  | 1                   | –                        | –                        | –                        | 41    | 23    | 5      | 0.56               |
| Junior · Colombia | 1.ª           | 2010          | 32    | 18    | 5      | 5                   | 0                   | 0                   | 2                        | 0                        | 1                        | 39    | 18    | 6      | 0.46               |
| Junior · Colombia | 1.ª           | 2011          | 36    | 20    | 11     | 11                  | 8                   | 1                   | 8                        | 4                        | 3                        | 55    | 32    | 15     | 0.58               |
| Junior · Colombia | 1.ª           | 2022          | 20    | 9     | 3      | 6                   | 0                   | 0                   | -                        | -                        | -                        | 26    | 9     | 3      | 0.35               |
| Junior · Colombia | 1.ª           | 2023          | 45    | 19    | 2      | 2                   | 2                   | 0                   | 1                        | 0                        | 0                        | 48    | 21    | 2      | 0.44               |
| Junior · Colombia | 1.ª           | 2024          | 45    | 20    | 3      | 4                   | 1                   | 0                   | 8                        | 4                        | 1                        | 57    | 25    | 4      | 0.44               |
| Junior · Colombia | 1.ª           | 2025          | 19    | 4     | 2      | -                   | -                   | -                   | 1                        | 0                        | 1                        | 20    | 4     | 3      | 0.2                |
| Junior · Colombia | Total club    | Total club    | 226   | 102   | 30     | 40                  | 22                  | 2                   | 20                       | 8                        | 6                        | 286   | 132   | 38     | 0.46               |
| Club Brujas · Bélgica | 1.ª           | 2011-12       | 10    | 3     | 2      | –                   | –                   | –                   | –                        | –                        | –                        | 10    | 3     | 2      | 0.3                |
| Club Brujas · Bélgica | 1.ª           | 2012-13       | 35    | 25    | 10     | 2                   | 0                   | 2                   | 7                        | 3                        | 1                        | 44    | 28    | 13     | 0.64               |
| Club Brujas · Bélgica | Total club    | Total club    | 45    | 28    | 12     | 2                   | 0                   | 2                   | 7                        | 3                        | 1                        | 54    | 31    | 15     | 0.57               |
| Sevilla F. C. · España | 1.ª           | 2013-14       | 35    | 14    | 9      | 1                   | 0                   | 0                   | 16                       | 7                        | 3                        | 52    | 21    | 12     | 0.4                |
| Sevilla F. C. · España | 1.ª           | 2014-15       | 37    | 20    | 7      | 3                   | 1                   | 0                   | 16                       | 7                        | 3                        | 56    | 28    | 10     | 0.5                |
| Sevilla F. C. · España | Total club    | Total club    | 72    | 34    | 16     | 4                   | 1                   | 0                   | 32                       | 14                       | 6                        | 108   | 49    | 22     | 0.45               |
| A. C. Milan · Italia | 1.ª           | 2015-16       | 38    | 18    | 2      | 5                   | 2                   | 2                   | –                        | –                        | –                        | 43    | 20    | 4      | 0.47               |
| A. C. Milan · Italia | 1.ª           | 2016-17       | 32    | 13    | 5      | 2                   | 1                   | 0                   | –                        | –                        | –                        | 34    | 14    | 5      | 0.41               |
| A. C. Milan · Italia | Total club    | Total club    | 70    | 31    | 7      | 7                   | 3                   | 2                   | 0                        | 0                        | 0                        | 77    | 34    | 9      | 0.44               |
| Villarreal C. F. · España | 1.ª           | 2017-18       | 35    | 15    | 6      | 3                   | 1                   | 0                   | 6                        | 2                        | 1                        | 44    | 18    | 7      | 0.41               |
| Villarreal C. F. · España | 1.ª           | 2018-19       | 33    | 6     | 2      | 3                   | 3                   | 1                   | 7                        | 2                        | 1                        | 43    | 11    | 4      | 0.26               |
| Villarreal C. F. · España | 1.ª           | 2019-20       | 19    | 2     | 1      | 4                   | 3                   | 0                   | –                        | –                        | –                        | 23    | 5     | 1      | 0.22               |
| Villarreal C. F. · España | 1.ª           | 2020-21       | 23    | 5     | 0      | 3                   | 1                   | 0                   | 9                        | 3                        | 2                        | 35    | 9     | 2      | 0.26               |
| Villarreal C. F. · España | Total club    | Total club    | 110   | 28    | 9      | 13                  | 8                   | 1                   | 22                       | 7                        | 4                        | 145   | 43    | 14     | 0.3                |
| Granada C. F. · España | 1.ª           | 2021-22       | 17    | 0     | 1      | 2                   | 1                   | 2                   | –                        | –                        | –                        | 19    | 1     | 3      | 0.05               |
| Granada C. F. · España | Total club    | Total club    | 17    | 0     | 1      | 2                   | 1                   | 2                   | 0                        | 0                        | 0                        | 19    | 1     | 3      | 0.05               |
| Total carrera | Total carrera | Total carrera | 615   | 262   | 74     | 68                  | 35                  | 9                   | 81                       | 32                       | 16                       | 764   | 329   | 100    | 0.43               |
| (1) Incluye datos de la Copa Colombia (2009 - 2011; 2022 - act.), Superliga de Colombia (2024), Copa de Bélgica (2012/13). (2) Incluye datos de la Copa Libertadores de América (2009 - 2010) y Liga Europea de la UEFA (2012 - 2014). (3) Media de goles por encuentro. No incluye goles en partidos amistosos. |               |               |       |       |        |                     |                     |                     |                          |                          |                          |       |       |        |                    |

Fuentes: ESPN Deportes, Soccerway y Transfermarkt

### Selección
| Selección | Año   | Amistosos | Amistosos | Amistosos | Mundial | Mundial | Mundial | Sudamérica | Sudamérica | Sudamérica | Total | Total | Total |
| Selección | Año   | Part.     | Goles     | Asis.     | Part.   | Goles   | Asis.   | Part.      | Goles      | Asis.      | Part. | Goles | Asis. |
| --------- | ----- | --------- | --------- | --------- | ------- | ------- | ------- | ---------- | ---------- | ---------- | ----- | ----- | ----- |
| Colombia  | 2010  | 1         | 1         | 0         | —       | —       | —       | —          | —          | —          | 1     | 1     | 0     |
| Colombia  | 2011  | —         | —         | —         | —       | —       | —       | —          | —          | —          | 0     | 0     | 0     |
| Colombia  | 2012  | 1         | 1         | 0         | —       | —       | —       | —          | —          | —          | 1     | 1     | 0     |
| Colombia  | 2013  | 3         | 0         | 1         | —       | —       | —       | 3          | 0          | 0          | 6     | 0     | 1     |
| Colombia  | 2014  | 6         | 4         | 1         | 1       | 0       | 0       | —          | —          | —          | 7     | 4     | 1     |
| Colombia  | 2015  | 4         | 2         | 1         | —       | —       | —       | 6          | 0          | 0          | 10    | 2     | 1     |
| Colombia  | 2016  | 1         | 0         | 0         | —       | —       | —       | 12         | 5          | 3          | 13    | 5     | 3     |
| Colombia  | 2017  | 3         | 1         | 2         | —       | —       | —       | 2          | 0          | 0          | 5     | 1     | 2     |
| Colombia  | 2018  | 6         | 2         | 1         | 3       | 0       | 0       | —          | —          | —          | 9     | 2     | 1     |
| Total     | Total | 25        | 11        | 6         | 4       | 0       | 0       | 23         | 5          | 3          | 52    | 16    | 9     |

### Resumen estadístico goles a nivel profesional
Actualizado a 16 de mayo de 2025.
| Competición           | Partidos | Goles | Promedio |
| --------------------- | -------- | ----- | -------- |
| Liga                  | 612      | 262   | 0.43     |
| Copas nacionales      | 68       | 35    | 0.51     |
| Copas internacionales | 81       | 32    | 0.4      |
| Selección de Colombia | 52       | 16    | 0.31     |
| Total                 | 813      | 345   | 0.42     |

### Tripletas
| 1 | 21 de agosto de 2016    | San Siro, Milán                    | Milan - Torino             |  | 3 - 2 | Serie A 2016-17        |
| 2 | 28 de abril de 2018     | Estadio de la Cerámica, Villarreal | Villarreal - Celta de Vigo |  | 5 - 1 | Liga Santander 2017-18 |
| 3 | 18 de diciembre de 2019 | Estadio Las Gaunas, Logroño        | Colmillas CF - Villarreal  |  | 0 - 5 | Copa del Rey 2019-20   |
| 4 | 16 de mayo de 2021      | Estadio de la Cerámica, Villarreal | Villarreal - Sevilla F. C. |  | 4 - 0 | Liga Santander 2020-21 |

## Palmarés

### Campeonatos nacionales
| Título                       | Equipo      | País     | Año     |
| ---------------------------- | ----------- | -------- | ------- |
| Primera División de Colombia | Junior      | Colombia | 2010-I  |
| Primera División de Colombia | Junior      | Colombia | 2011-II |
| Supercopa de Italia          | A. C. Milan | Italia   | 2016    |
| Primera División de Colombia | Junior      | Colombia | 2023-II |

### Campeonatos internacionales
| Título                 | Equipo           | Sede     | Año     |
| ---------------------- | ---------------- | -------- | ------- |
| Liga Europa de la UEFA | Sevilla F. C.    | Turín    | 2013/14 |
| Liga Europa de la UEFA | Sevilla F. C.    | Varsovia | 2014/15 |
| Liga Europa de la UEFA | Villarreal C. F. | Gdansk   | 2020/21 |

### Distinciones individuales
| Distinción                                                         | Año  |
| ------------------------------------------------------------------ | ---- |
| Goleador de la Categoría Primera B (14 goles)                      | 2008 |
| Goleador de la Copa Colombia (11 goles)                            | 2009 |
| Goleador del Torneo Apertura (12 goles)                            | 2010 |
| Incluido en el equipo ideal del Torneo Apertura 2010               | 2010 |
| Goleador de la Copa Colombia (8 goles)                             | 2011 |
| Goleador del Torneo Finalización (12 goles)                        | 2011 |
| Mejor jugador de la Primera División de Bélgica (septiembre)       | 2012 |
| Mejor jugador de la Primera División de Bélgica 2012/13            | 2013 |
| Goleador de la Jupiter League (25 goles)                           | 2013 |
| Mejor fichaje de la Liga BBVA 2013-14                              | 2014 |
| Mejor jugador americano Liga BBVA 2013-14                          | 2014 |
| Incluido en el once ideal de la liga española en el mes de octubre | 2014 |
| Mejor jugador de la Liga Europa de la UEFA 2014-15                 | 2015 |
| Incluido en el equipo ideal de 18 jugadores de la Europa League    | 2015 |
| Incluido en el Once Ideal del Calcio                               | 2016 |
| Premio Gentleman AC Milan                                          | 2016 |
| Jugador del mes de abril de la LaLiga Santander                    | 2018 |
| Goleador del Torneo Finalización (18 goles)                        | 2023 |
| Once ideal del Torneo Finalización                                 | 2023 |
| Mejor jugador del Torneo Finalización                              | 2023 |
| Goleador del Torneo Apertura (12 goles)                            | 2024 |

## Polémicas
El 17 de junio en el partido contra Brasil por la Copa América 2015 al finalizar el partido le dio un empujón a Neymar por propinar un pelotazo a Pablo Armero mientras celebraba el triunfo y un posterior cabezazo al defensor central Jeison Murillo donde se formó un gresca por lo que Robinho le rompió la camiseta para luego ser expulsado por el árbitro. La Conmebol decidió sancionarlo con 2 fechas de la Copa y una multa de 5000 dólares.